# Michael Rösch
Michael Rösch (Pirna, 4 de mayo de 1983) es un deportista alemán que compitió en biatlón. Es hijo del también biatleta Eberhard Rösch.
Participó en los Juegos Olímpicos de Turín 2006, obteniendo una medalla de oro en la prueba por relevos. Ganó tres medallas de bronce en el Campeonato Mundial de Biatlón entre los años 2007 y 2009, y una medalla de oro en el Campeonato Europeo de Biatlón de 2004.

## Palmarés internacional
| Juegos Olímpicos   | Juegos Olímpicos            | Juegos Olímpicos  | Juegos Olímpicos |
| Año                | Lugar                       | Medalla           | Prueba           |
| ------------------ | --------------------------- | ----------------- | ---------------- |
| 2006               | Turín (Italia)              | Medalla de oro    | Relevos          |
| Campeonato Mundial |                             |                   |                  |
| Año                | Lugar                       | Medalla           | Prueba           |
| 2007               | Anterselva (Italia)         | Medalla de bronce | Relevos          |
| 2008               | Östersund (Suecia)          | Medalla de bronce | Relevos          |
| 2009               | Pyeongchang (Corea del Sur) | Medalla de bronce | Relevos          |
| Campeonato Europeo |                             |                   |                  |
| Año                | Lugar                       | Medalla           | Prueba           |
| 2004               | Minsk (Bielorrusia)         | Medalla de oro    | Relevos          |